# Список екорегіонів Екваторіальної Гвінеї
Нижче наведено список  екорегіонів в  Екваторіальній Гвінеї, згідно  Всесвітнього Фонду дикої природи (ВФД). У трьох різних географічних регіонах країни ( Ріо-Муні на африканському континенті, острові Біоко і острові Аннобон) існують різні екорегіони.

## Наземні екорегіони
по  основних типах середовищ існування 

### Тропічні та субтропічні вологі широколисті ліси
- Прибережні ліси Крос-Санага-Біоко (Біоко)
- Атлантичні екваторіальні прибережні ліси (Ріо-Муні)
- Гірські ліси Камеруну і Біоко (Біоко)
- Вологі низинні ліси Сан-Томе, Принсіпі і Аннобон (Аннобон)

### Мангри
- Мангри Центральної Африки (Ріо-Муні)

## Прісноводні екорегіони
- Центрально-західне екваторіальне узбережжя (Ріо-Муні)
- Північно-західне екваторіальне узбережжя (Біоко)
- Сан-Томе, Принсіпі і Аннобон (Аннобон)

## Морські екорегіони
- Центральна затока Гвінеї (Біоко, Ріо-Муні)
- Острови Гвінейської затоки (Аннобон)